# Leoš Janáček

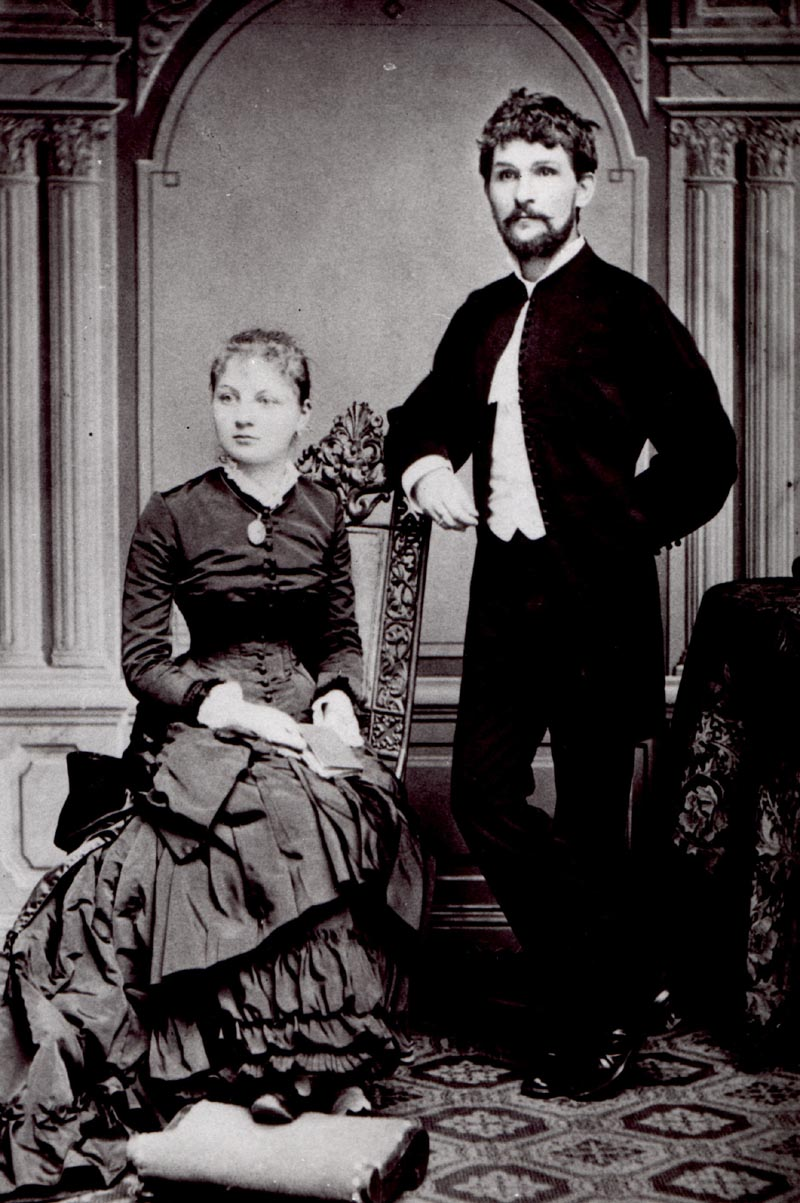
Leoš Janáček mit seiner Frau Zdeňka (1881)

Leoš Janáček hörenⓘ (* 3. Juli 1854 in Hukvaldy (Hochwald); † 12. August 1928 in Mährisch-Ostrau) war ein tschechischer Komponist.

## Leben
Leoš Janáček wurde als neuntes von vierzehn Kindern des Dorfschullehrers Jiří Janáček (1815–1866) in Hukvaldy in der damals zum Kaisertum Österreich gehörenden Markgrafschaft Mähren geboren. Sein Vater war Kirchenmusiker, Organist und Chorleiter. Seine Mutter Amalie, geborene Grulich, war die Tochter eines wohlsituierten Gastwirtes aus dem ostböhmischen Wallfahrtsort Králíky (deutsch Grulich). Nach dem frühen Tod seines Vaters wurde für den unmündigen Janáček sein Onkel Jan Janáček (1810–?), Dorfpfarrer in Blazice in der Nähe von Kroměříž, als Vormund bestellt.
Janáček wurde von seinen Eltern im Jahr 1865 in die Klosterschule beim Augustinerstift in Alt-Brünn geschickt. Das und sein weiteres Studium wurden aus Vermächtnissen zugunsten des Klosters finanziert. 1866 bis 1869 besuchte er die deutsche Realschule. Er studierte von 1869 bis 1872 an der „k.u.k. tschechischen Lehrerbildungsanstalt“. 1872 wurde er dort Musiklehrer und leitete verschiedene Chöre. 1874 bis 1875 studierte er an der Orgelschule in Prag. Er wurde 1876 Chormeister des Philharmonischen Vereins Umělecká beseda (bis 1890) und befreundete sich mit Antonín Dvořák. In Brünn war er außerdem Schüler der Pianistin Amalie Neruda, der Schwester Wilma Nerudas, mit der er zwischen 1877 und 1879 auch zusammen auftrat.
1877 wurde Janáček Privatklavierlehrer der zwölfjährigen talentierten Zdenka Schulzová (* 15. August 1865; † 25. Februar 1938). Er heiratete seine Schülerin als 16-Jährige am 13. Juli 1881. Sie war die Tochter des Direktors der Brünner „k.u.k. slawischen Lehrerbildungsanstalt“, an der Janáček zuerst studierte, dann auch unterrichtete. Am 15. August 1882 kam Tochter Olga zur Welt. Die Neugeborene war kränklich, und die Eltern trennten sich vorübergehend. Am 16. Mai 1888 wurde der Sohn Vladimír geboren; beide Kinder wurden zeitlebens von Krankheiten heimgesucht.
Von Oktober 1879 bis Februar 1880 studierte Janáček am Leipziger Konservatorium bei Oscar Paul und Leo Grill sowie von April bis Juni 1880 in Wien bei Franz Krenn. Am 12. Dezember 1880 dirigierte er die Brünner Aufführung von Smetanas Moldau im Beseda-Haus. Im Herbst 1881 wurde er als Direktor der neuen Orgelschule in Brünn angestellt; die Schule wurde am 15. Oktober 1882 eröffnet. Janáček blieb ihr Direktor bis zu seiner Pensionierung 1919. Zudem war er 1881 bis 1888 Dirigent der Philharmonischen Gesellschaft. 1884 leitete er die musikalische Totenfeier Gregor Mendels. Mendel war Abt des Augustinerstifts, das Janáček als Kind besucht hatte, und wurde später als bahnbrechender Naturforscher anerkannt.
Am 9. November 1890 starb Janáčeks Sohn Vladimír an Scharlach. Die Tochter Olga starb am 26. Februar 1903 mit 20 Jahren an Typhus. Es kam zu Ehekrisen. Diese persönlichen Erlebnisse spiegeln sich in Janáčeks Oper Schicksal (Osud) wider. 1904 wurde er als Musiklehrer an der Lehrerbildungsanstalt pensioniert. Im selben Jahr fand die Uraufführung seiner Oper Jenůfa in Brünn statt, mit der Janáček bei ihren Erstaufführungen im Národní divadlo in Prag 1916 und am k.u.k. Hof-Operntheater in Wien 1918 der späte Durchbruch als Komponist auch über Mähren hinaus gelang.

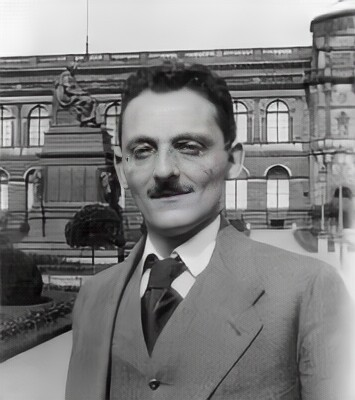
Max Brod, Dresden, 1914

Der Prager Autor Max Brod verfasste in enger Zusammenarbeit mit dem Komponisten deutsche Übertragungen für fünf seiner Opern und verhalf Janáček damit zum Durchbruch auf den internationalen Opernbühnen. Aufführungen auf Tschechisch waren damals außerhalb von Böhmen und Mähren undenkbar. Selbst in Prag wurden tschechische Opern am Neuen Deutschen Theater – wenn überhaupt – auf Deutsch aufgeführt. Brod stand vor der schwierigen Aufgabe, seinen Text mit einer Musik in Einklang zu bringen, die ganz auf der Sprachmelodie des Tschechischen basierte. Dies war ohne Zugeständnisse des Komponisten nicht möglich, so dass die „deutsche“ Jenůfa nicht notengetreu mit der tschechischen übereinstimmt. Brod trug auch durch zahlreiche Veröffentlichungen und eine erste Biografie zum allmählich einsetzenden Ruhm Janáčeks bei.

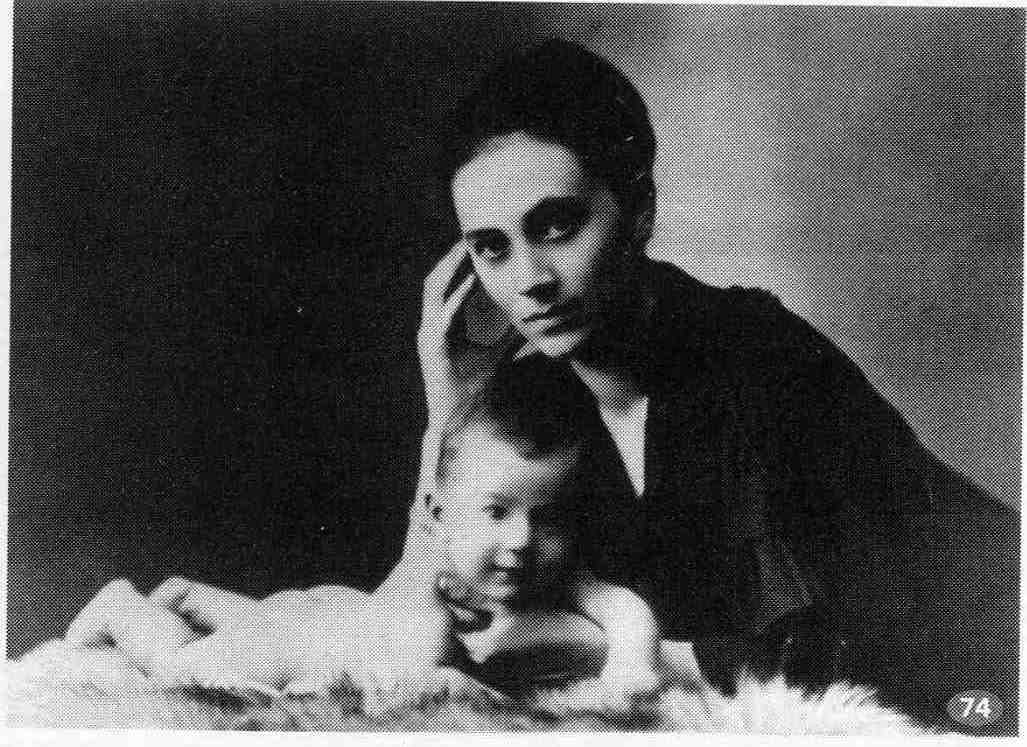
Kamila Stösslová mit Sohn Otto 1917

1917 begegnete Janáček Kamila Stösslová (1891–1935). Die platonische Beziehung zu ihr, die bis zu seinem Tod anhielt, belastete seine Ehe zusätzlich. 1919 wurde Janáček Direktor des neu gegründeten privaten Konservatoriums in Brünn, nach der Verstaatlichung 1920 Professor einer Meisterklasse für Komposition. In seinem letzten Lebensjahrzehnt schrieb er fast alle seine Meisterwerke: Die Opern Káťa Kabanová, Das schlaue Füchslein, Die Sache Makropulos und Aus einem Totenhaus, die beiden Streichquartette, die Sinfonietta und die Glagolitische Messe.
Janáček sammelte Volkslieder seiner Heimat und beobachtete die Sprache seiner Landsleute genauso wie die Laute der Natur. Diese Studien flossen in seine Kompositionen ein, und die sogenannte „Sprachmelodie“ prägte seinen Stil nicht nur in den Vokalwerken. Er entwickelte eine Theorie der Sprechmelodie. Auf diese Weise wurde Janáček fernab von den Hauptströmungen der europäischen Musik seiner Zeit zu einem der großen Neuerer des 20. Jahrhunderts und zu einem der bedeutendsten Opernkomponisten überhaupt.

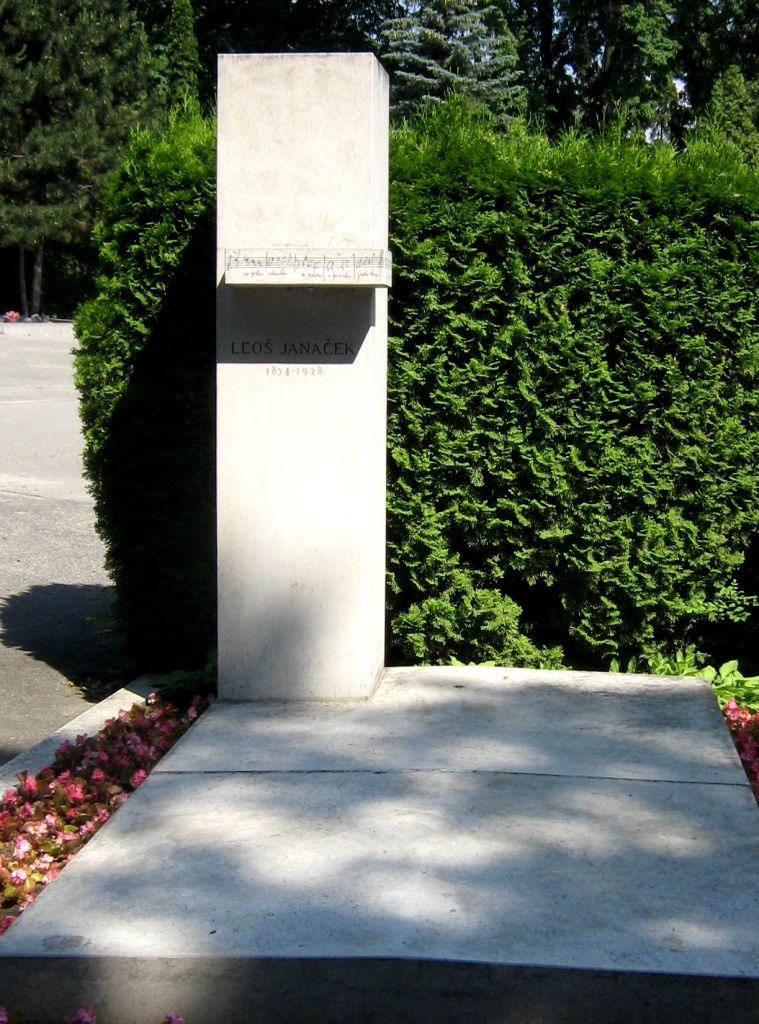
Janáčeks Grabstätte auf dem Brünner Zentralfriedhof

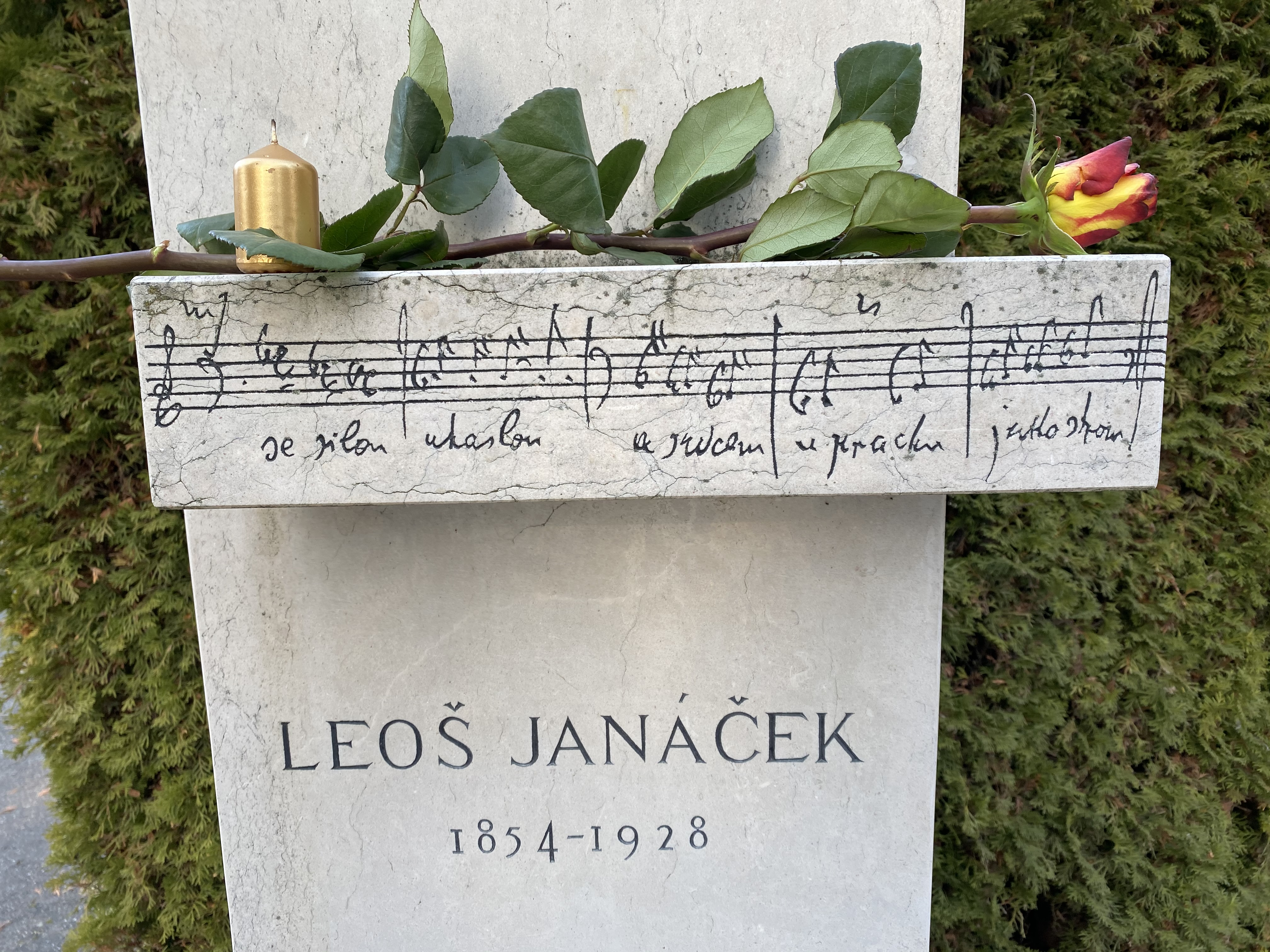
Grabinschrift, Vers und Notation zu Janáčeks Männerchor Des Narren Irrfahrt.

Neben seinen Kompositionen und dem Unterricht am Lehrerbildungsinstitut schrieb er regelmäßig Feuilletons für die Zeitung Lidové noviny. Sie erschienen später gesammelt auch in zwei deutschsprachigen Ausgaben.
Janáček starb im August 1928 in einem Sanatorium in Mährisch Ostrau infolge einer Herzlähmung nach einer Lungenentzündung. Seine Frau überlebte ihn um knapp zehn Jahre. Er bekam ein Ehrengrab in der sogenannten Ehrenrunde, dem Abschnitt 25e des Brünner Zentralfriedhofs (Ústřední hřbitov) an der Wiener Straße (Vídeňská) 96, Janáčeks Grab wurde vom Architekten Bohuslav Fuchs gestaltet, der dem Bauhaus nahestand und viele moderne Gebäude im Brünn der 1920er Jahre errichtete. In der Nähe des Grabes von Janáček liegt auch seine Tochter Olga und, im Kreis der Ehrengräber, der Dirigent František Jílek (1913–1993) begraben, ein wichtiger Interpret der Werke Janáčeks.

## Personalstil und Tonsprache
Janáčeks Musik zeichnet sich auf grundsätzlich tonaler Grundlage durch starke Aphoristik und kleingliedrige Motivik neben großen Kantilenen aus. Die Harmonik, die Instrumentation und der Tonsatz sind stark von folkloristischen Elementen geprägt, weisen dabei aber deutlich in die Moderne. Vielfach sind überraschende harmonische Fortschreitungen, die seinen unverwechselbaren Stil ausmachen, funktionsharmonisch nicht begründbar.
Auffallend sind die nie abreißenden Emphasen seiner musikalischen Einfälle, die unromantische Dramatik und die große lyrische Subtilität. Seine Naturverbundenheit (Das schlaue Füchslein) ist von einer pantheistischen Philosophie getragen. Politisch stand Janáček dem Panslawismus nahe und sprach daher nur ungern Deutsch, obwohl er es fehlerfrei beherrschte.
Die tschechische Sprache untersuchte er auf ihre Sprachmelodie hin. Selbst bei Sprachen, die er nicht verstand, zum Beispiel bei einem Vortrag von Rabindranath Thakur auf Bengalisch, notierte er Sprachmelodie und Duktus. Nicht nur die Vokalmusik Janáčeks ist davon geprägt. Ein raffiniert verwobener Kontrapunkt verbindet die feingliedrige Motivik und ihren Kontrastreichtum.

## Schüler
- Vladimír Ambros (1890–1956), Komponist und Dirigent
- Břetislav Bakala (1897–1958), Dirigent, Chorleiter und Komponist
- Josef Blatný (1891–1980), Komponist und Organist
- Osvald Chlubna (1893–1971), Komponist
- Rudolf Firkušný (1912–1994), Pianist
- Pavel Haas (1899–1944), Komponist
- Václav Kaprál (1889–1947), Komponist
- Karel Krammel (1897–1981), Pianist, Organist
- Jaroslav Kvapil (1892–1958), Komponist
- Karl Loube (1907–1983), Komponist, Arrangeur, Dirigent, Theaterdirektor und Rundfunkredakteur
- Vilém Petrželka (1889–1967), Komponist
- Bert Rudolf (1905–1992), Komponist

## Werke
Orchesterwerke
- Suite für Streichorchester (1877)[5]
- Idyll für Streichorchester (1878)

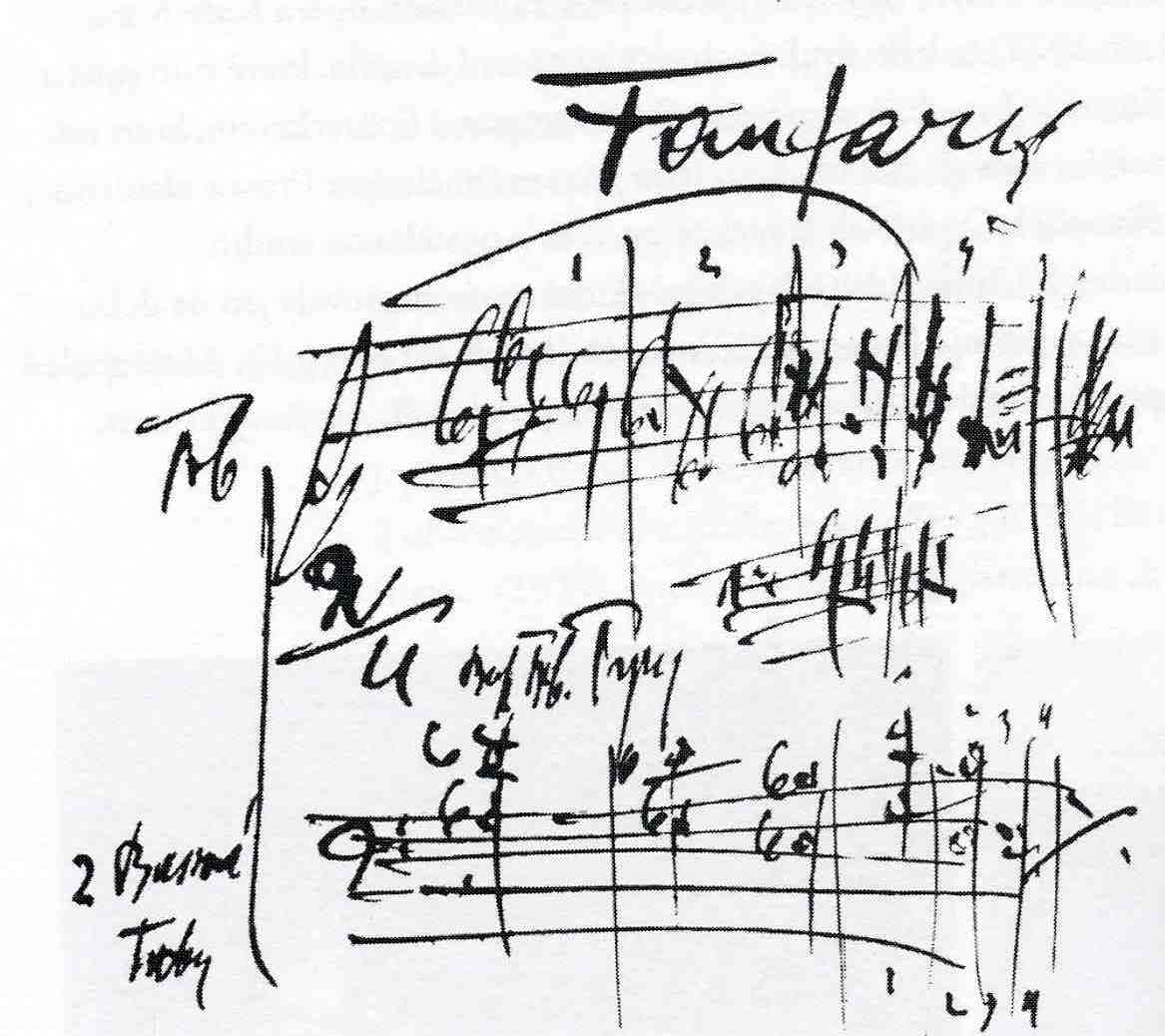
Autograph Janáčeks zu den Fanfaren der Sinfonietta

- Lašské tance (Lachische Tänze) (1889–1890)
- Hanácké tance (Hannakische Tänze) (1889–1890)
- Suite (auch Serenade) op. 3 (1891)
- Žárlivost (Eifersucht). Vorspiel zu Její pastorkyňa (1894)
- Šumařovo dítě (Des Spielmanns Kind). Ballade für Orchester (1912)
- Taras Bulba. Rhapsodie für Orchester (1915–1918)
- Balada blanická (Blaník-Ballade). Sinfonisches Gedicht für Orchester (1920)
- Sinfonietta (1926)
- Dunaj (Die Donau). Sinfonie in vier Teilen (1923–1928; unvollendet)
- Violinkonzert Wanderung einer kleinen Seele (1926; Fragment)

Kammermusik
- Romanze für Violine und Klavier (1879)
- Dumka für Violine und Klavier (1880)
- Violinsonate (1913–1921) (Hörbeispiel: 3. Satzⓘ/?), 1923 bei den I. Weltmusiktagen der Internationalen Gesellschaft für Neue Musik (ISCM World Music Days) in Salzburg aufgeführt.[6][7]
- Pohádka (Märchen) für Violoncello und Klavier (1910; 1923 umgearbeitet)
- Presto für Violoncello und Klavier (um 1910)
- Streichquartett Nr. 1 nach Leo Tolstois Novelle Die Kreutzersonate (1923), 1925 vom Zika-Quartett bei den III. Weltmusiktagen der Internationalen Gesellschaft für Neue Musik (ISCM World Music Days) in Venedig aufgeführt.[8][9]
- Streichquartett Nr. 2 Intime Briefe (1928)
- Mládí (Jugend). Suite für Bläsersextett (1924)
- Concertino für Klavier und Kammerensemble, von Ilona Štěpánová-Kurzová am 16. Februar 1926 in Brünn uraufgeführt und 1927 bei den V. Weltmusiktagen der Internationalen Gesellschaft für Neue Musik (ISCM World Music Days) in Frankfurt am Main international vorgestellt.[10][11]
- Capriccio für Klavier linke Hand und Blasinstrumente (1926), ein Auftragswerk für den Pianisten Otakar Hollmann, der im Ersten Weltkrieg an seiner rechten Hand schwer verletzt wurde.[12]

Klavierwerke
- Zdenčiny variace (Zdenka-Variationen). Thema con variazioni (1880)
- Národní tance na Moravě (Volkstänze aus Mähren) (1891–1893)
- Po zarostlém chodníčku (Auf verwachsenem Pfade) (1901–1911) (teilweise ursprünglich für Harmonium komponiert)
- Sonata 1. X. 1905 „Z ulice“ (Sonate 1. X. 1905 „Von der Straße“) (1905)
- V mlhách (Im Nebel) (1912)
- Vzpomínka (Erinnerung) (1928)

Vokalwerke
- Rákos Rákoczy. Ballett mit Gesang (1891)
- Hospodine! (Herr erbarme dich) für Solo-Quartett, gemischten Doppelchor, Orgel, Harfen und Blechbläser (1896)
- Amarus. Lyrische Kantate für Soli, Chor und Orchester (1897)
- Otčenáš (Vaterunser). Kantate für Tenor, Chor, Orgel und Harfe (1901)
- Elegie na smrt dcery Olgy (Elegie auf den Tod der Tochter Olga). Kantate für Tenor, Chor und Klavier (1903)
- Zdrávas Maria (Ave Maria) für Tenor, Chor und Orgel (1904)
- Messe Es-Dur für Chor und Orgel (1907–1908, unvollendet)
- Na Soláni čarták (Droben auf der Höhe). Kantate für Männerchor mit Orchester (1911)
- Věčné evangelium (Das ewige Evangelium). Legende für Soli, Chor und Orchester (1914)
- Glagolská mše (Glagolitische Messe). Kantate für Soli, Chor, Orchester und Orgel (1926), 1929 in memoriam bei den VII. Weltmusiktagen der Internationalen Gesellschaft für Neue Musik (ISCM World Music Days) in Genf aufgeführt.[13][14]
- zahlreiche Männer-, Frauen- und gemischte Chöre

Lieder
- Jarní píseň (Frühlingslied) (1897; 1905 bearbeitet)
- Zápisník zmizelého (Tagebuch eines Verschollenen). Für Tenor, Alt und drei Frauenstimmen mit Klavier (1917–1919)
- zahlreiche Volksliedsammlungen und -bearbeitungen

Opern

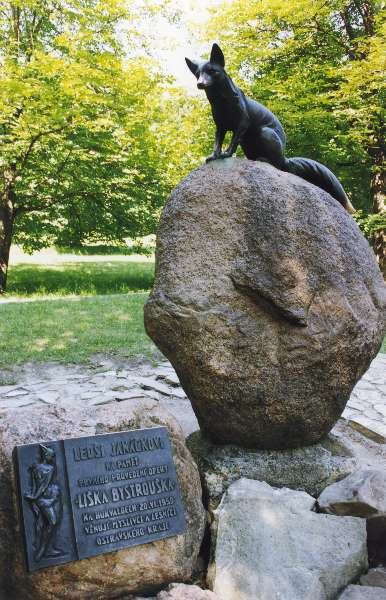
Janáček-Denkmal in Hukvaldy zur Erinnerung der Uraufführung der Oper Das schlaue Füchslein

- Šárka. 1887–1888; UA 1925 in Brünn, nach einer Bearbeitung aus der Dalimil-Chronik von Julius Zeyer
- Počátek románu (Anfang eines Romans). Romantische Oper in einem Akt, 1891, UA 1894
- Jenůfa. 1894–1903; UA 1904 in Brünn. Urfassung: Její pastorkyňa (Ihre Ziehtochter)
- Osud (Schicksal). 1903–1904; UA 1958 in Brünn
- Výlety páně Broučkovy (Die Ausflüge des Herrn Brouček). Oper in zwei Teilen nach Erzählungen von Svatopluk Čech und anderen Autoren; UA 1920 in Prag
- Káťa Kabanová (Katja Kabanowa). 1919–1921; UA 1921 in Brünn
- Příhody lišky bystroušky (Das schlaue Füchslein). 1921–1923; UA 1924 in Brünn
- Věc Makropulos (Die Sache Makropulos). 1923–1925; UA 1926 in Brünn
- Z mrtvého domu (Aus einem Totenhaus). Libretto nach Dostojewski; 1927–1928; UA 1930 in Brünn (postum)

## Gedenken
In Brünn ist innerhalb der Organisation des Mährischen Landesmuseums im Gartenhaus der ehemaligen Orgelschule eine Dauerausstellung über den Komponisten eingerichtet. Sie umfasst Janáčeks Arbeitszimmer mit seinem Klavier sowie eine Ausstellung, in der man mehr über das Leben und Wirken des Komponisten erfahren kann.
Ebenfalls in Brünn tragen die Janáček-Akademie (JAMU) und das Janáček-Theater den Namen des Komponisten.
Unter dem Titel Archives of Leoš Janáček wurden Dokumente aus dem Besitz von Janáček von der UNESCO in die Liste des Weltdokumentenerbes aufgenommen.

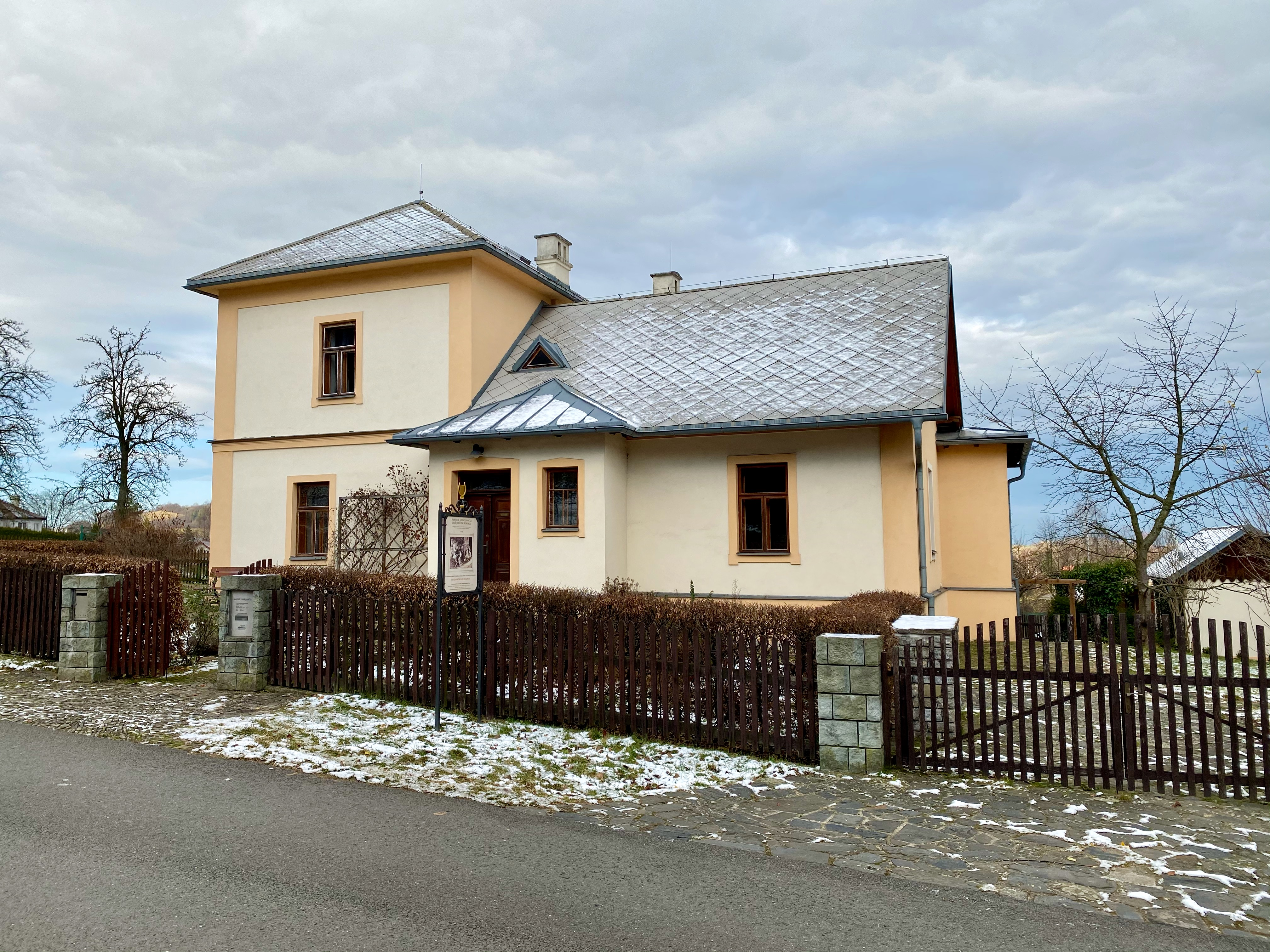
Leoš-Janáček-Museum in Hukvaldy, seinem letzten Wohnhaus
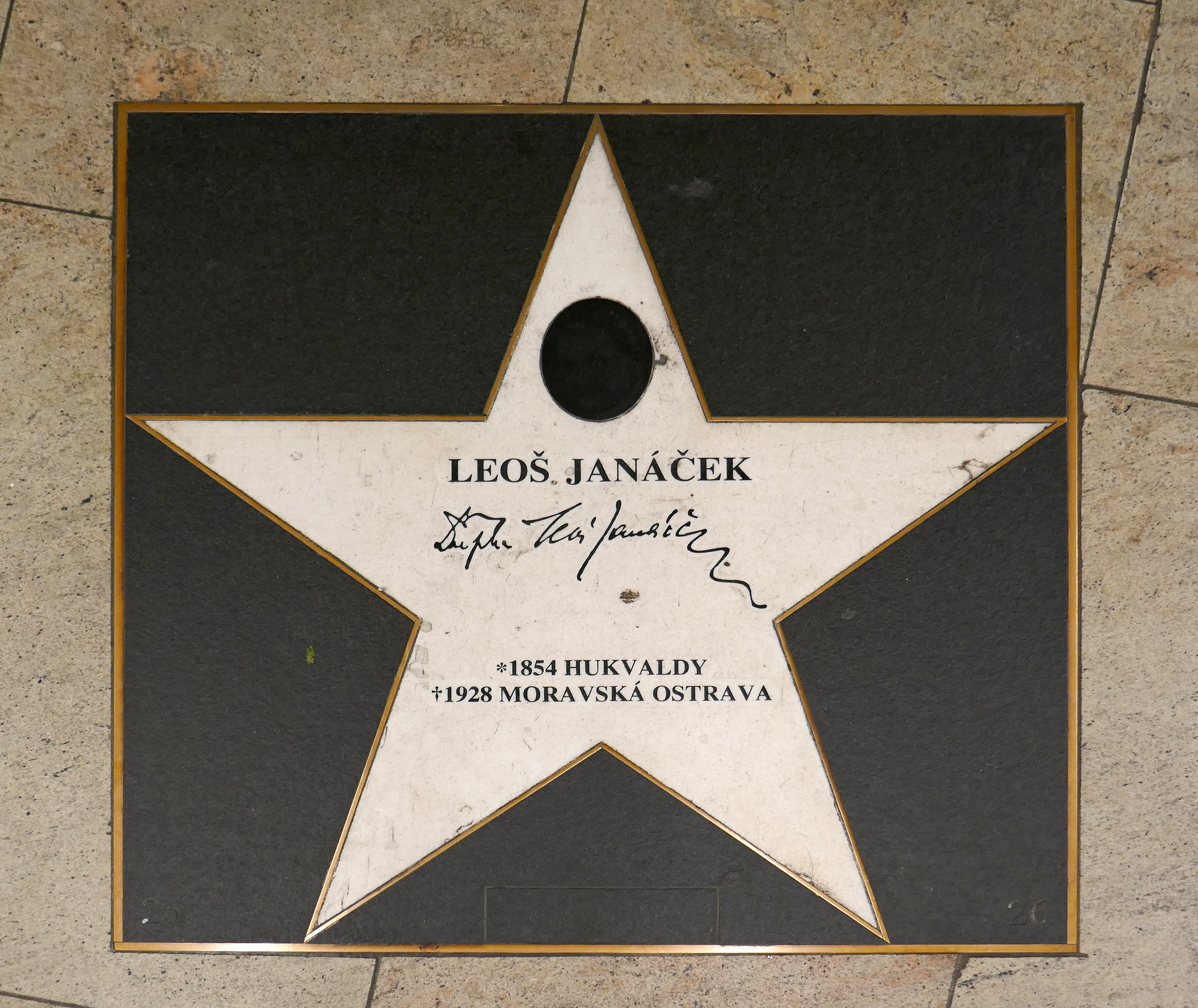
Musik Meile Wien
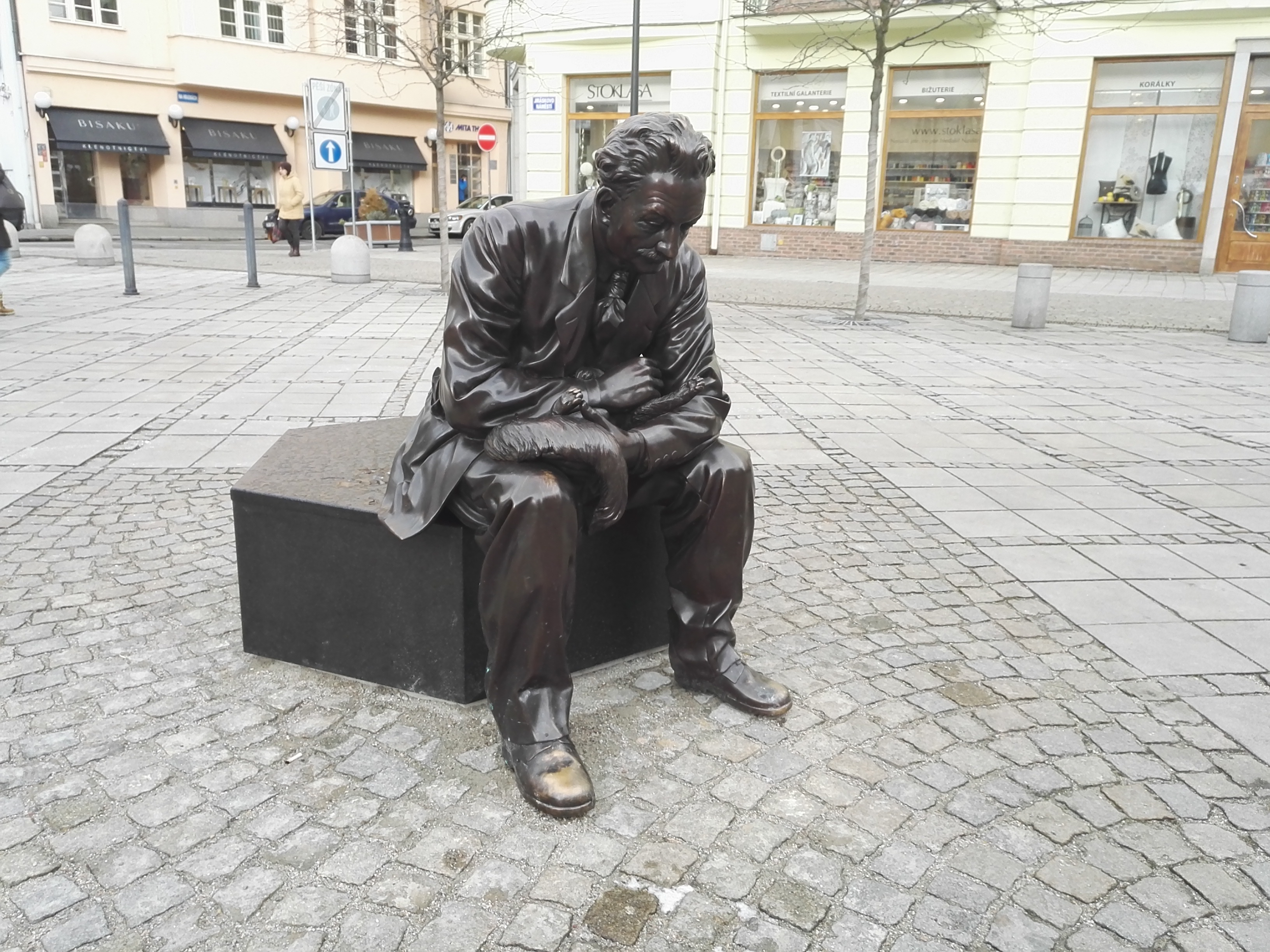
Janáček-Denkmal in Ostrava von David Moješčík, 2017

## Festivals
Zu seinem 150. Geburtstag 2004 veranstaltete das Brünner Nationaltheater in zwei seiner drei Spielstätten, dem Mahen-Theater und dem Janáček-Theater, erstmals ein Janáček-Festival. Zunächst fand keine weitere Fortführung statt. Nachdem Tomáš Hanus 2008 der Chefdirigent der Brünner Oper geworden war, rief er erneut ein Janáček-Festival als Biennale ins Leben, das Festival Janáček Brno. 2010 fand diese unter der Leitung des Lübecker Dirigenten Caspar Richter statt. Es folgten die Festivals 2012, 2014 und 2018 jeweils im November bzw. Dezember. Dabei widmet man sich auch anderen Brünner Komponisten wie zum Beispiel Erich Wolfgang Korngold oder die Komponistin Vítězslava Kaprálová.
Weiterhin werden Janáček-Festivals in Ostrava, wo Janáček starb, und im Geburtsort Hukvaldy veranstaltet. Das älteste Festival ist das in Ostrava, „Janáčkův Máj“ (deutsch: „Janáčeks Mai Ostrava“), es findet seit 1976 statt und beschränkt sich nicht auf Janáček. Das Musikfestival in Hukvaldy fand bisher 21 Mal statt, hat nur konzertante Musik und ein weites Spektrum überwiegend slawischer Komponisten im Programm. Im Jahr 2018 fusionierten diese beiden Festivals zum Mezinárodní hudební festival. Janáčkovy Hukvaldy (= Internationales Musikfestival. Janáčeks Hukvaldy).

## Hörfunk
- Katja K. Hörspiel, WDR, 2004, 58 Min., Text: Jiří Ort, Regie: Christoph Pragua.
- Leoš Janáček – der späte Wilde. Musikfeature, Bayerischer Rundfunk, 2004, 83 Min., Buch und Regie: Jiří Ort.
- Als die Erde bebte. II. Streichquartett. Musikfeature, Deutschlandfunk Kultur, 2008, 29 Min., Buch und Regie: Jiří Ort. Mit Rena und René Dumont.

## Film
- Leoš Janáček. Dokumentation, Deutschland, 2006, 56 Min., Buch: Thorsten Fricke, Regie: János S. Darvas, Produktion: WDR, arte, Erstsendung: 28. Juli 2007, Inhaltsangabe von János Darvas; u. a. mit Harry Kupfer, Gerd Albrecht, David Pountney, Charles Mackerras, Jiří Ort.